# Concepción de Buenos Aires
Concepción de Buenos Aires é um município do estado de Jalisco, no México.
Em 2005, o município possuía um total de 5.221 habitantes.